# Violante Tomás
Violante Tomás Olivares (Jumilla, Murcia, 21 de septiembre de 1961) es una política española del Partido Popular (PP).

## Biografía
Nacida en Jumilla, obtuvo la licenciatura en Psicología por la Universidad de Murcia.
Está casada y es madre de dos hijos.

## Trayectoria profesional
Inició su carrera profesional en la Dirección General de Bienestar Social de la Región de Murcia, donde trabajó como técnico desde octubre de 1988 hasta marzo de 1990.
En febrero de 1991, asumió la gerencia de la Federación de Organizaciones en favor de las Personas con Discapacidad Intelectual y Parálisis Cerebral de la Región de Murcia (FEAPS-Región de Murcia), cargo que desempeñó hasta junio de 2011. Durante este periodo, también fue miembro activo del Comité Español de Representantes de Personas con Discapacidad (CERMI) y participó en diversos proyectos éticos relacionados con la discapacidad.
En las elecciones autonómicas de 2011, dio el salto a la política al ser elegida diputada por el Partido Popular en la Asamblea Regional de Murcia. En 2015, fue nombrada consejera de Familia e Igualdad de Oportunidades del Gobierno regional, cargo que ocupó hasta 2019.
En las elecciones generales de abril de 2019 fue elegida senadora por Murcia, cargó que renovó en las elecciones de noviembre de 2019.
En las elecciones generales de 2023 fue elegida diputada al Congreso de los Diputados por Murcia.